# Портовое управление Нью-Йорка и Нью-Джерси
Портовое управление Нью-Йорка и Нью-Джерси (англ. Port Authority of New York and New Jersey, PANYNJ) — портовое управление, осуществляющее контроль над многими объектами инфраструктуры в районе порта штатов Нью-Йорк и Нью-Джерси. Управление было создано согласно междуштатному соглашению от 1921 года.
Площадь региона, в котором расположены объекты инфраструктуры под юрисдикцией управления, составляет приблизительно 3900 км². Центральный офис управления находится по адресу Парк-авеню 225 на Манхэттене.
Под управлением организации находится крупнейший на восточном побережье Морской терминал Ньюарк-Элизабет, тоннели Холланда и Линкольна и мост Джорджа Вашингтона, соединяющие Нью-Джерси и Манхэттен, а также три развязки, соединяющие Нью-Джерси со Статен-Айлендом. При управлении имеется собственный штат полиции численностью 1600 человек. В их обязанности входит обеспечение безопасности и соблюдения правопорядка на объектах управления.
Несмотря на обширную географию, управлению подчиняются далеко не все объекты инфраструктуры региона. Так, за Статен-Айленд Ферри и большинство мостов города отвечает Министерство транспорта города Нью-Йорк, за остальные мосты и туннели отвечает соответствующее подразделение компании MTA.

## Обслуживаемая инфраструктура

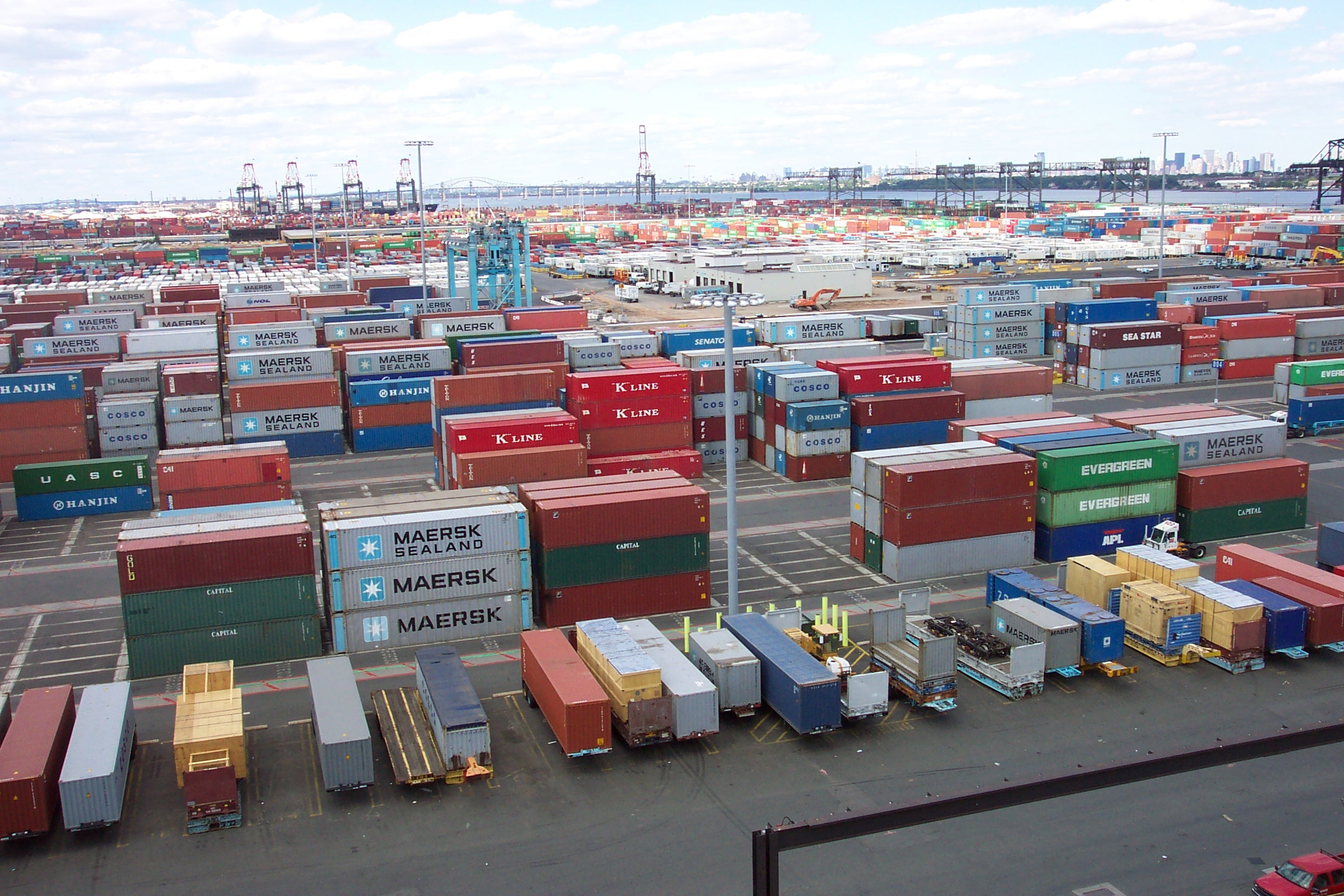
Морской терминал Ньюарк-Элизабет

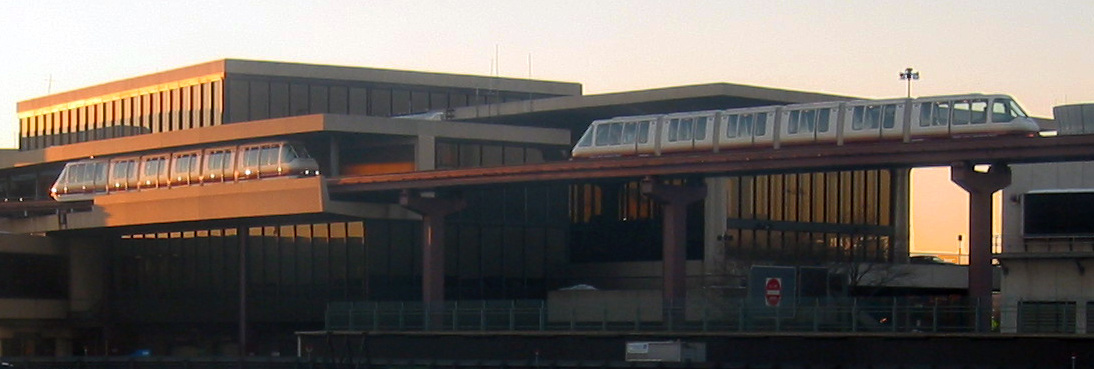
Монорельс AirTrain Newark

### Морские порты
Портовое управление Нью-Йорка и Нью-Джерси обслуживает следующие морские порты:
- Порт Джерси[англ.] в Нью-Джерси
- Бруклинский морской терминал и Контейнерный терминал Ред-Хук[англ.] в Бруклине
- Морской терминал Хауленд-Хук[англ.] на Статен-Айленде
- Морской терминал Ньюарк-Элизабет[англ.] в Элизабете

Морской терминал Ньюарк-Элизабет первым в США стал осуществлять контейнерные перевозки. Этот порт занимает лидирующие позиции в стране по тоннажу совокупного грузопотока.

### Аэропорты
Под юрисдикцией управления находятся следующие аэропорты:
- Аэропорт Ла-Гуардия
- Международный аэропорт имени Джона Кеннеди
- Международный аэропорт Ньюарк Либерти
- Аэропорт Тетерборо[англ.]
- Международный аэропорт Стюарт

Аэропорты имени Джона Кеннеди и Ла Гуардиа сдаются управлению в аренду городом Нью-Йорк, аэропорт Ньюарк — городом Ньюарк; аэропорт Стюарт — штатом Нью-Йорк.

### Вертолётные станции
Управление осуществляет контроль над Центральной вертолётной станцией Манхэттена.

### Мосты и туннели
Под юрисдикцией управления находятся следующие мосты и туннели:
- Мост Джорджа Вашингтона
- Мост Готалс[англ.]
- Бейоннский мост[англ.]
- Мост Аутербридж-Кроссинг[англ.]
- Тоннель Холланда
- Тоннель Линкольна

### Автобусные и железнодорожные маршруты

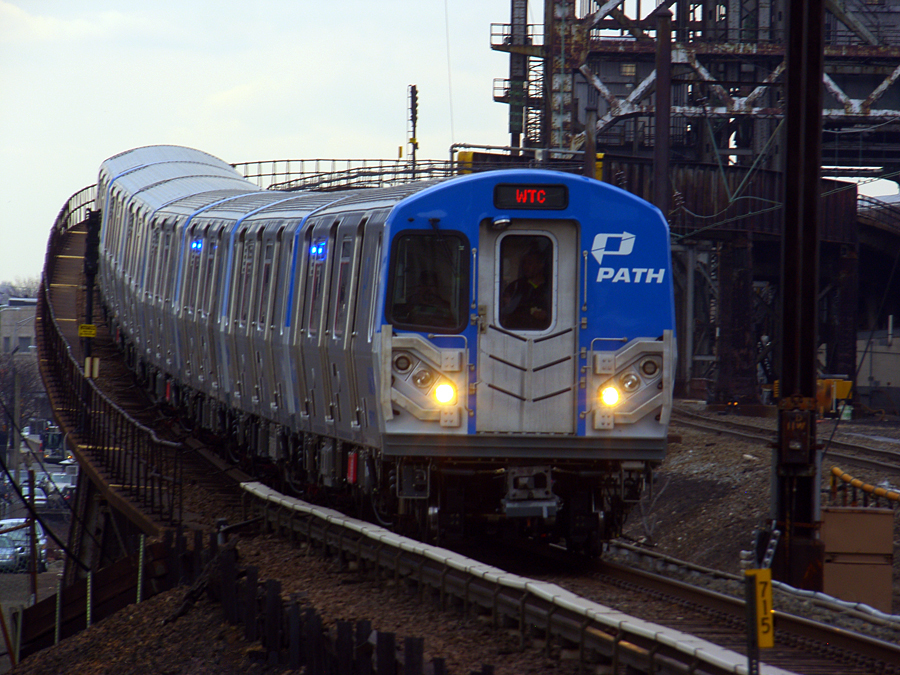
Железная дорога PATH

Управление контролирует железную дорогу PATH, связывающую Даунтаун и Мидтаун Манхэттена с Нью-Джерси, монорельсовую дорогу AirTrain Newark, связывающую аэропорт Ньюарк с линиями компаний New Jersey Transit и Amtrak, и монорельсовую дорогу AirTrain JFK, связывающую аэропорт имени Джона Кеннеди со станциями метро в Куинсе.
Организация обслуживает автобусное депо на 42-й улице Манхэттена, автобусный терминал у моста Джорджа Вашингтона и транспортный центр в Джорнал-сквере в Джерси-Сити.